# 지커 파워
지커 파워(영어: Zeekr Power)는 지커의 전기차를 위한 고속 충전 네트워크를 구축하고 운영한다.

## 역사
지커 회사는 스웨덴 볼보를 소유하고 있는 중국 기업 지리가 프리미엄 부문에서 니오와 테슬라와 경쟁하기 위한 전기차 브랜드로 설립했다. 2021년 지커의 첫 차량 모델 출시와 함께, 회사는 차량을 집과 이동 중에 충전할 수 있도록 월박스와 충전 카드 앱을 제공했다.
다른 충전 네트워크와의 협력 외에도 지커 파워 부문은 테슬라 슈퍼차저 사이트와 유사한 통일된 개념을 따르는 자체 충전소 설치를 시작했으며, 지커 차량의 짧은 충전 정지를 가능하게 하기 위해 자체 개발한 하드웨어를 갖추고 있다. 2022년 3월에는 20개 도시에 38개의 충전소가 건설되었다. 지커 파워는 2024년까지 중국에 1,000개의 충전소 네트워크를 제공하고, 2026년까지 최소 1,000개의 위치에 최소 10,000개의 충전소를 제공하는 것을 목표로 한다.
2024년 3월, 니오는 지커의 충전 네트워크에 참여하고 지리의 E-에너지와 배터리 교환소에서도 협력할 것이라고 발표했다. 이는 지커의 최신 모델과 마찬가지로 이전의 일반적인 HPC 스테이션의 최대 350kW를 초과하는 최신 니오 모델에 따른 것이다. 2024년 4월, 지커 001은 지커 V3 슈퍼차저에서 546kW의 충전 전류를 시연할 수 있었다.

## 지커 차지
지커 차지는 지커 파워의 충전 카드 앱이다.
유럽에서 지커 차지는 Plugsurfing 스테이션에 대한 접근을 제공한다.

## 슈퍼차저
2022년 3월까지 중국 20개 지역에 최대 360kW의 지커 V1 슈퍼차저가 건설되었다.
2022년 6월, 최대 600kW(1000V에서 600A)를 공급할 수 있는 지커 V2 슈퍼차저 건설이 시작되었다. 지리 자회사 VREMT의 충전소가 사용된다. (News-Viridi Energy Mobility Technology). 2023년 말까지 401개의 충전소(V1 및 V2 포함)가 건설되었다.
2023년 12월, 최대 800kW를 공급할 수 있는 지커 V3 슈퍼차저가 도입되었다. V3 슈퍼차저는 액체 냉각 충전 케이블당 최대 1000V에서 최대 800A로 최대 600kW의 연속 출력을 달성한다.